# Francisco Palma Sanguinetti
Francisco Palma Sanguinetti (Limache, 6 de septiembre de 1905-Valparaíso, 14 de julio de 1982) fue un abogado y político conservador chileno. Hijo de Francisco Javier Palma y de Rosa Sanguinetti. Casado en Valparaíso en 1931 con María Urquieta Zelaya.
Educado en el Colegio de los Sagrados Corazones de Valparaíso, ingresó luego al curso de Leyes del mismo colegio y aprobó el Curso Fiscal de Valparaíso. Recibió su título de abogado el 10 de junio de 1930, con la tesis “Confesión en juicio”. Ejerció su carrera como abogado en Quillota. 
Ingresó a las filas del Partido Conservador y fue elegido Diputado por la 6.ª agrupación departamental de Valparaíso, Casablanca, Quillota y Limache por cuatro periodos consecutivos entre 1941 y 1957.
En estos períodos legislativos formó parte de las comisiones permanentes de Gobierno Interior, la de Asistencia Médico-Social e Higiene, la de Trabajo y Legislación Social, y la de Vías y Obras Públicas.